# Chad Stahelski
Charles F. Stahelski, detto Chad (Palmer, 20 settembre 1968), è uno stuntman, attore, regista, produttore cinematografico ed ex artista marziale statunitense.
Iniziò la carriera cinematografica negli anni '90 come stuntman, facendo la controfigura di Brandon Lee ne Il corvo - The Crow e di Keanu Reeves in Matrix. Successivamente, col collega David Leitch, ha fondato una società di stuntmen operante a Hollywood.
Ha raggiunto la fama nel 2014 per aver creato, insieme a Leitch, il personaggio di John Wick, interpretato da Keanu Reeves. Stahelski ha diretto tutti i quattro film della saga.

## Biografia
Nato e cresciuto a Palmer (Massachusetts), Stahelski si appassiona alle arti marziali fin da bambino, praticando il Jeet Kune Do e ottenendo la cintura nera di Kickboxing. Mentre frequenta l'University of Southern California si iscrive all'Accademia Dan Inosanto, diventando nel corso degli anni istruttore. È stato uno dei primi americani a competere in Giappone nel famoso concorso di arti marziali miste chiamato Shooto. 
Assieme all'amico David Leitch inizia a lavorare nel mondo del cinema come stuntman. Dopo essere stato la controfigura di Brandon Lee ne Il corvo - The Crow, viene scelto come controfigura di Keanu Reeves nella trilogia di Matrix. Assieme al socio David Leitch ha fondato una società chiamata 87Eleven, per la formazione e il coordinamento degli stuntman, contribuendo ad alcuni successi hollywoodiani, come Sherlock Holmes - Gioco di ombre, Hunger Games, I mercenari 2, Man of Tai Chi, Wolverine - L'immortale e Hunger Games: La ragazza di fuoco.
Nel 2014 Stahelski e Leitch hanno co-diretto il film d'azione John Wick, con protagonista Keanu Reeves. Nel 2016 è stato scelto per dirigere il remake di Highlander - L'ultimo immortale per la LionsGate, mentre nel 2017 ha diretto John Wick - Capitolo 2. Nel 2019 ha diretto il terzo capitolo della saga John Wick 3 - Parabellum. Nel 2023 è la volta di John Wick 4, che, almeno per il momento, chiude la storia del sicario creato dall'accoppiata Stahelski-Reeves.

## Filmografia

### Regista
- John Wick (2014)
- John Wick - Capitolo 2 (John Wick: Chapter 2) (2017)
- John Wick 3 - Parabellum (John Wick: Chapter 3 - Parabellum) (2019)
- John Wick 4 (John Wick: Chapter 4) (2023)
- Lazarus (solo scende d'azione)

### Stuntman
In questa sezione sono elencati i film in cui Stahelski ha lavorato come stuntman, controfigura o coordinatore degli stuntman.
- Point Break - Punto di rottura, regia di Kathryn Bigelow (1991)
- Knights - I cavalieri del futuro (Knights), regia di Albert Pyun (1993)
- Il corvo - The Crow (The Crow), regia di Alex Proyas (1994)
- Il ritorno di Kenshiro (Fist of the North Star), regia di Tony Randel (1995)
- Fuga da Los Angeles (Escape from L.A.), regia di John Carpenter (1996)
- Perfect Target, regia di Sheldon Lettich (1997)
- Orgazmo, regia di Trey Parker (1997)
- Mr. Bean - L'ultima catastrofe (Bean), regia di Mel Smith (1997)
- Alien - La clonazione (Alien: Resurrection), regia di Jean-Pierre Jeunet (1997)
- Almost Heroes, regia di Christopher Guest (1998)
- Martin il marziano (My Favorite Martian), regia di Donald Petrie (1999)
- 8mm - Delitto a luci rosse (8mm), regia di Joel Schumacher (1999)
- Matrix, regia di Lana e Lilly Wachowski (1999)
- Wild Wild West, regia di Barry Sonnenfeld (1999)
- Ho solo fatto a pezzi mia moglie (Picking Up the Pieces), regia di Alfonso Arau (2000)
- Le riserve (The Replacements), regia di Howard Deutch (2000)
- The Gift - Il dono (The Gift), regia di Sam Raimi (2000)
- I gattoni (Tomcats), regia di Gregory Poirier (2001)
- Fantasmi da Marte (Ghosts of Mars), regia di John Carpenter (2001)
- Rock Star, regia di Stephen Herek (2001)
- Matrix Reloaded, regia di Lana e Lilly Wachowski (2003)
- Matrix Revolutions, regia di Lana e Lilly Wachowski (2003)
- Van Helsing, regia di Stephen Sommers (2004)
- Spider-Man 2, regia di Sam Raimi (2004)
- Thumbsucker - Il succhiapollice, regia di Mike Mills (2005)
- Constantine, regia di Francis Lawrence (2005)
- xXx 2: The Next Level (xXx: State of the Union), regia di Lee Tamahori (2005)
- Hazzard (The Dukes of Hazzard), regia di Jay Chandrasekhar (2005)
- Mr. & Mrs. Smith, regia di Doug Liman (2005)
- Serenity, regia di Joss Whedon (2005)
- V per Vendetta (V for Vendetta), regia di James McTeigue (2005)
- 300, regia di Zack Snyder (2006)
- Next, regia di Lee Tamahori (2007)
- Die Hard - Vivere o morire (Live Free or Die Hard), regia di Len Wiseman (2007)
- John Rambo (Rambo), regia di Sylvester Stallone (2008)
- Balls of Fury - Palle in gioco (Balls of Fury), regia di Ben Garant (2007)
- Jumper - Senza confini (Jumper), regia di Doug Liman (2008)
- Speed Racer, regia di Larry e Andy Wachowski (2008)
- X-Men le origini - Wolverine (X-Men Origins: Wolverine), regia di Gavin Hood (2009)
- Ninja Assassin, regia di James McTeigue (2009)
- Iron Man 2, regia di Jon Favreau (2010)
- I mercenari - The Expendables (The Expendables), regia di Sylvester Stallone (2010)
- Faster, regia di George Tillman Jr. (2010)
- Tron: Legacy, regia di Joseph Kosinski (2010)
- Professione assassino (The Mechanic), regia di Simon West (2011)
- Blitz, regia di Elliott Lester (2011)
- Spy Kids 4 - È tempo di eroi (Spy Kids: All the Time in the World in 4D), regia di Robert Rodriguez (2011)
- Killer Elite, regia di Gary McKendry (2011)
- Sherlock Holmes - Gioco di ombre (Sherlock Holmes: A Game of Shadows), regia di Guy Ritchie (2011)
- Hunger Games (The Hunger Games), regia di Gary Ross (2012)
- Safe, regia di Boaz Yakin (2012)
- I mercenari 2 (The Expendables 2), regia di Simon West (2012)
- After Earth, regia di M. Night Shyamalan (2012)
- Man of Tai Chi, regia di Keanu Reeves (2013)
- Wolverine - L'immortale (The Wolverine), regia di James Mangold (2013)
- Red 2, regia di Dean Parisot (2013)
- Hunger Games: La ragazza di fuoco (The Hunger Games: Catching Fire), regia di Francis Lawrence (2013)
- Birds of Prey e la fantasmagorica rinascita di Harley Quinn (Birds of Prey and the Fantabulous Emancipation of One Harley Quinn), regia di Cathy Yan (2020)

### Attore
- Missione di giustizia (Mission of Justice), regia di Steve Barnett (1992)
- Hong Kong 97, regia di Albert Pyun (1994)
- Spitfire, regia di Albert Pyun (1995)
- Heatseeker, regia di Albert Pyun (1995)
- Cyborg Terminator 2 (Nemesis 2: Nebula), regia di Albert Pyun (1995)
- Cyborg Terminator 3 (Nemesis III: Prey Harder), regia di Albert Pyun (1996)
- Colpi proibiti 2 (Bloodsport 2), regia di Alan Mehrez (1996)
- Colpi proibiti III (Bloodsport III), regia di Alan Mehrez (1996)
- Vampires, regia di John Carpenter (1998)
- V per Vendetta (V for Vendetta), regia di James McTeigue (2005)
- Constantine, regia di Francis Lawrence (2005)
- Die Hard - Vivere o morire (Live Free or Die Hard), regia di Len Wiseman (2007)
- Matrix Resurrections, regia di Paul Village (2022)

### Produttore
- The Continental: Dal mondo di John Wick (The Continental: From the World of John Wick) - miniserie TV, 3 episodi (2023)
- Ballerina, regia di Len Wiseman (2025)